# Berliner Volksblatt
Das Berliner Volksblatt war ein Organ für die Interessen der Arbeiter in Berlin. Die Zeitung erschien am 30. März 1884 als Probenummer und als periodische Zeitschrift sechs Mal wöchentlich vom 1. April 1884 (1. Jahrgang) bis zum 31. Dezember 1890 (7. Jahrgang). Vorgänger war die Berliner Arbeiter-Zeitung von 1882 bis 1883. Ab 1888 war das Berliner Volksblatt Sonntagsbeilage für das Sonntagsblatt fuer Wissenschaft, Belehrung und Unterhaltung in Berlin.

## Geschichte
Um die Parteibasis mit einem sozialdemokratischen Blatt zu versorgen, benötigte man eine lokale Zeitung in Berlin. Im Auftrag des SPD-Vorstandes begründete und finanzierte Paul Singer 1884 das Berliner Volksblatt und war mit Wilhelm Blos dessen Herausgeber. Die Zeitschrift wurde während des sogenannten Sozialistengesetzes gegründet, das von 1878 bis 1890 galt. Während dieser Zeit musste man mit kritischen Äußerungen gegen die Regierung vorsichtig sein, denn das Sozialistengesetz (auch Ausnahmegesetz) erlaubte Verbote sozialistischer Parteien, Organisationen und Druckschriften sowie politischer Versammlungen. In dieser Zeit wurden unzählige sozialdemokratische Zeitschriften verboten. Durch geschicktes Agieren entkam das Berliner Volksblatt dem Verbot.
Nach dem Auslaufen des Sozialistengesetzes 1890 war diese Zeitung Grundlage für die Wiedergründung des Vorwärts, des Zentralorgans der SPD. Sie nannte sich ab dem 1. Januar 1890 Vorwärts – Berliner Volksblatt – Zentralorgan der Sozialdemokratischen Partei Deutschlands. Der erste Chefredakteur war Wilhelm Liebknecht.
Mitarbeiter (Auswahl):
- Curt Baake (1864–1940)
- Wilhelm Hasenclever (1837–1889)
- Otto Zonschitz
- Franz Mehring (1846–1919)
- Georg Ledebour (1850–1947)